# 戸田三弥

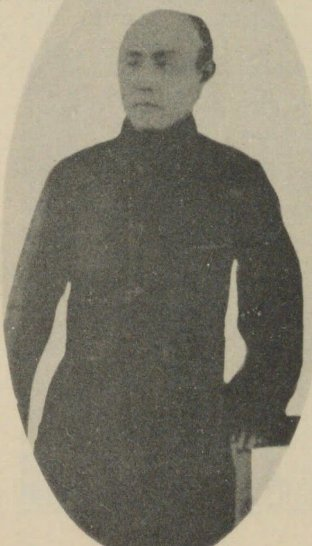
戸田三弥

戸田 三弥（とだ さんや、文政5年1月16日（1822年2月7日） - 明治24年（1891年）10月28日）は、幕末の大垣藩家老。戸田権大夫家第7代。通称は権之助、三弥。諱は寛鉄。
父は戸田章鉄。子は戸田三五郎。

## 略歴
文政5年（1822年）1月16日、大垣藩家老戸田章鉄の子として生まれる。生家は、初代藩主戸田氏鉄の七男・利鉄を初代とする藩内の名門であった。
天保5年（1835年）、初出仕する。天保13年（1842年）、父の隠居により家督と知行1000石を相続する。慶応2年（1866年）、第二次長州征討に藩兵を率いて出陣する。家老本役となり300石の加増を受ける。明治元年（1868年）、戊辰戦争において、大垣藩が東山道先鋒の命を受けると、藩軍事総裁として藩兵を率い、東北で戦った。明治2年（1869年）、大垣藩が戊辰の功績により賞典禄3万石を受けた際に、1000石の加増を受けて知行2300石となる。
新政府に出仕して、造幣局允、明治3年（1870年）に鉱山大佑となるも、同年に官を辞して帰郷する。明治11年（1878年）、第百二十九国立銀行（大垣共立銀行の前身）創立の際に、発起人、取締役となる。明治24年（1891年）10月28日、濃尾地震により死去した。享年70。明治42年（1909年）、生前の功績により贈正五位。